# Othonna huillensis
Othonna huillensis là một loài thực vật có hoa trong họ Cúc. Loài này được Welw. ex Hiern mô tả khoa học đầu tiên.